# لارس رايدل
لارس بيتر رايدل (بالألمانية: Lars Peter Riedel) هو رامي قرص ألماني ولد في يوم 28 يونيو 1967 في مدينة تسيفكاو في ألمانيا الشرقية، يعتبر من أفضل رماة القرص في التاريخ، حيث نافس في البداية لصالح ألمانيا الشرقية وثم لألمانيا الاتحادية بعد اتحادها، أبرز إنجازاته هو فوزه بالميدالية الذهبية في دورة الألعاب الأولمبية الصيفية 1996 في أتالانتا وفاز بالميدالية الفضية في دورة الألعاب الأولمبية الصيفية 2000 في سيدني، كما فاز بخمس ميداليات ذهبية في بطولات العالم، أولها في بطولة العالم لألعاب القوى 1991 في طوكيو وثم في بطولة العالم لألعاب القوى 1993 في شتوتغارت وفي بطولة العالم لألعاب القوى 1995 في غوتنبيرغ وفي بطولة العالم لألعاب القوى 1997 في أثينا، وفي بطولة العالم لألعاب القوى 2001 في إدمونتون، كما فاز بالميدالية البرونزية في بطولة العالم لألعاب القوى 1999 في إشبيلية، وفاز بالميدالية الذهبية في بطولة أوروبا لألعاب القوى 1998 في بودابست، أفضل رقم سجله هو 71.50 متر في سنة 1997 وألذي يعتبر سابع أفضل رقم في رمي القرص.

## روابط خارجية
- لارس رايدل على موقع الاتحاد الدولي لألعاب القوى (الإنجليزية)
- لارس رايدل على موقع أوليمبيديا (الإنجليزية)